# Francesco Da Collo
Francesco Da Collo (Conegliano, 1480 circa – Conegliano, 1571) è stato un diplomatico italiano, al servizio di Massimiliano I d'Asburgo.

## Biografia
Proveniente da una nobile famiglia cenedese, le notizie attorno alla sua vita e alla sua attività sono assai scarse e sono desunte perlopiù dalla sua opera e dall'introduzione ad essa redatta dal nipote Latino.
Venne nominato cavaliere dall'imperatore Massimiliano I d'Asburgo e fu da questi impiegato in numerose missioni diplomatiche. La sua attività, cominciata attorno al 1508, lo vide impegnato, tra l'altro, in Francia, a Napoli, a Roma e a Venezia. Si sa inoltre che nel 1532 e nel 1536 fu chiamato dal podestà di Conegliano a organizzare i preparativi per l'arrivo in città di Carlo V.
La sua figura è legata soprattutto ad un viaggio in Moscovia intrapreso tra il 1518 e il 1519 per coalizzare Polacchi e Moscoviti contro la minaccia ottomana. La Moscovia si collocava infatti in una posizione strategica nelle lotta contro la Sublime Porta, ma l'annoso conflitto con la Polonia era ovviamente di intralcio.
L'imperatore, accogliendo le richieste di Venezia e dello Stato Pontificio, offrì la propria mediazione e inviò dapprima Sigismondo Herberstein (1517), quindi (aprile 1518) il Da Collo con il padovano Antonio de Conti per trattare direttamente con Basilio III una pace definitiva o, altrimenti, una tregua di cinque anni.
Al Da Collo era inoltre affidato un altro incarico, in virtù della propria passione per la geografia: doveva verificare la veridicità delle affermazioni di Maciejz Miechowa che nel suo recente Tractatus de duabus Sarmatiis (1517) dava una descrizione dell'Europa Orientale nettamente differente da quanto riportato a suo tempo da Claudio Tolomeo; ovvero, che in Moscovia nascevano il Tanai e il Volga e che non vi si trovavano i monti Allani, Rifei e Iperborei.
Compilò un resoconto del viaggio in lingua latina, ma non riuscì a pubblicarlo. Nel 1558 venne redatta una traduzione in italiano da Fabio Sbarra, intitolata Trattato moscovitico con gli accidenti. L'originale venne recuperato solo dopo la morte del figlio Marco (1596) dal nipote ed erede Latino; quest'ultimo riuscì a farlo stampare (sebbene non integralmente) con il titolo di Trattamento di pace tra il Serenissimo Sigismondo Re di Polonia, et Gran Basilio Prencipe di Moscovia havuto dalli Illustri Signori, Francesco da Collo, Cavallier, Gentil'huomo di Conegliano, et Antonio de Conti, Gentil'huomo Padovano, Oratori della Maestà di Massimilian, Primo Imperatore l'anno 1518. Scritta per lo medesimo Sig. Cavalier Francesco. Con la relatione di quel viaggio, et di quei paesi settentrionali, de' monti Riphei, et Hiperborei, della vera origine del fiume Tanai, et della Palude Meotide (Padova, 1603).
L'opera, preziosissima, si articola in una prima parte dove sono riportate osservazioni sugli eventi dell'epoca, come la riforma di Martin Lutero e i problemi di successione sul trono imperiale. Le succede la minuziosa descrizione del viaggio e poi il resoconto delle faticose trattative diplomatiche. Il trattato si conclude con una descrizione degli aspetti politici, sociali e geografici della Moscovia; è qui che il Da Collo conferma l'esistenza dei monti Iperborei e Rifei, offrendo quindi all'Europa Occidentale un primo - seppur contraddittorio - contributo alla conoscenza dell'Europa Orientale.
La data di morte si può desumere da un'iscrizione riportata sulla tomba del Da Collo, che trova posto nell'oratorio del palazzo di famiglia a Conegliano.
Nel 1985 venne inaugurato a suo nome l'Istituto Statale Istruzione Secondario Superiore di Conegliano